# Кафизма
Кафи́зма, кафі́зма, катизма (грец. κάθισμα, kathísma, «сидіння») — декілька псалмів, зібраних разом у певний порядок.

## Склад і спосіб читання
Псалтир поділено на 20 кафизм таким чином, щоб усі кафизми були приблизно однакової довжини. Тому різні кафизми мають різну кількість псалмів.
У другій половині XVII століття в Україні після кожної кафизми почали додавати покаянні тропарі та молитви. Спочатку молитви в різних виданнях мали різні тексти (див. Кутейнський Псалтир 1650 р., Новгород-Сіверський Псалтир 1675 р., Київський Псалтир 1715 р. та інші), але після примусового введення на теренах України «московського єдінообразія» у 1720 році, молитви набули однакового змісту, який маємо дотепер.
Кожна кафизма розділена на три частини, які називаються «статті» (грец. στασεις) або «слави». Остання назва походить від славослів'я, яке читають між «славами»:

Слава Отцю, і Сину, і Святому Духові, нині, і повсякчас, і на віки віків. Амінь.
Алилуя, алилуя, алилуя, слава Тобі, Боже (тричі).
Господи, помилуй (тричі).
Слава Отцю, і Сину, і Святому Духові, нині, і повсякчас, і на віки віків. Амінь.

Псалтир поділено на кафизми таким чином:
| Кафизма | Слава 1    | Слава 2    | Слава 3     |
| ------- | ---------- | ---------- | ----------- |
| I       | псалми 1—3 | псалми 4—6 | псалми 7—8  |
| II      | 9—10       | 11—13      | 14—16       |
| III     | 17         | 18—20      | 21—23       |
| IV      | 24—26      | 27—29      | 30—31       |
| V       | 32—33      | 34—35      | 36          |
| VI      | 37—39      | 40—42      | 43—45       |
| VII     | 46—48      | 49—50      | 51—54       |
| VIII    | 55—57      | 58—60      | 61—63       |
| IX      | 64—66      | 67         | 68—69       |
| X       | 70—71      | 72—73      | 74—76       |
| XI      | 77         | 78—80      | 81—84       |
| XII     | 85—87      | 88         | 89—90       |
| XIII    | 91—93      | 94—96      | 97—100      |
| XIV     | 101—102    | 103        | 104         |
| XV      | 105        | 106        | 107—108     |
| XVI     | 109—111    | 112—114    | 115—117     |
| XVII    | 118:1—72   | 118:73—131 | 118:132—176 |
| XVIII   | 119—123    | 124—128    | 129—133     |
| XIX     | 134—136    | 137—139    | 140—142     |
| XX      | 143—144    | 145—147    | 148—150     |

Псалом 151 приєднують до 20-ї кафизми, але під час храмового богослужіння його не читають.

## Кафизми в домашньому вжитку
Кафизми широко використовуються в домашній молитві. 
Псалми можна читати, як заміну храмовому богослужінню, котре молільник не зміг відвідати або самостійно, як частину молитовного правила. 
Для цього у більшості видань православного Псалтиря після кафизм друкують особливі покаяльні тропарі та молитви. 
При читанні псалтиря за покійників до кафизм додають спеціальні молитви.  Заупокійною є 17 кафизма, що читається в дні особливого поминання померлих — особливо протягом усіх 40 днів з дня відходу душі, починаючи одразу ж від факту констатації смерті.